# Tarte Dobos
La tarte Dobos (en hongrois : dobostorta, [ˈdoboʃtoɾtɒ]) est une pâtisserie hongroise. Elle se présente sous la forme d'une alternance de couches de génoise et de crème au chocolat, avec un sommet en caramel.